# Каменные орудия
Каменные орудия — обработанные инструменты из камня, использовавшиеся всеми видами людей и некоторыми видами приматов. Каменными орудиями добывалась пища. Заострение инструментов совершалось путём скалывания.
Наблюдения над приматами (в частности, исследования Джейн Гудолл) показывают, что шимпанзе активно используют орудия при добывании пищи (например, искусственно заострённые палочки при охоте на термитов). Кроме того, шимпанзе используют камни, чтобы разбить орехи, но ещё не было зафиксировано ни одного случая, когда шимпанзе попытался обработать камень. Многие таксоны приматов, в том числе бородатые капуцины (Sapajus libidinosus), шимпанзе (Pan troglodytes verus), белоплечие капуцины (Cebus capucinus) и длиннохвостые макаки (Macaca fascicularis), используют каменные орудия для целого ряда ударных действий, которые включают раскалывание орехов, обработку семян, добычу моллюсков и выкапывание. Одна группа диких чернополосых капуцинов из национального парка Серра-да-Капивара в Бразилии, непреднамеренно ломающая свои каменные орудия, получает отщепы и отколотые отбойники, имеющие много общего с каменными орудиями гоминидов. Отщепы с острыми краями, непреднамеренно созданные длиннохвостыми макаками в национальном парке Пханг Нга в таиландской провинции Пхангнга при попытках расколоть орехи с твёрдой скорлупой с помощью каменных молотка и наковальни, в отсутствие поведенческих наблюдений  могли бы быть идентифицированы антропогенными по происхождению и интерпретированы как свидетельство преднамеренного производства орудий труда. Раскалывание орехов с помощью каменных молотков и наковален, подобное тому, что делают некоторые приматы сегодня, было предложено некоторыми исследователями как возможный предшественник преднамеренного производства каменных орудий. Осколки, похожие на артефакты олдувайской культуры, могут из кварца и кремня «создавать» представители семейства лошадиных (ослы, лошади), разбивая их копытами. Поэтому для отдельных находок галечных каменных орудий могут потребоваться повторные исследования на подлинность.
В эфиопском районе Дикика, где нашли австралопитека Селам, археологи обнаружили борозды на костях животных, живших 3,39 млн лет назад, нанесённые, предположительно, каменными орудиями.
В кенийском местонахождении Ломекви 3 (Lomekwi 3) на западном берегу озера Рудольф, недалеко от места находки кениантропа (Kenyanthropus), были найдены древнейшие в мире каменные орудия ломеквийской культуры возрастом 3,3 млн лет, что на 700 тыс. лет старше, чем орудия из эфиопского местонахождения Гона (Gona).
Учёные нашли свидетельство большого эволюционного скачка от ардипитеков к австралопитекам, представленным скелетом Люси возрастом 3,2 млн л. н. Этот переход произошёл, когда гоминины стали адаптироваться к вертикальной ходьбе, характерной для людей. Примерно в это же время большой палец на ногах у предков людей перестает быть хватательным и появляются примитивные орудия труда, что могло повлиять на эволюцию верхних конечностей.
Каменные орудия типа ранний олдувай из местонахождения Ньяянга (Nyayanga), расположенного на полуострове Хома озера Виктория на западе Кении, датируются возрастом 2,9 млн лет (от 3,032 до 2,581 млн л. н.). Кроме того, там обнаружили пару самых древних известных массивных коренных зубов парантропа; на фрагменте ребра одного бегемота был обнаружен глубокий порез, а на голени другого выявлена серия из четырёх коротких параллельных порезов.
В Кении в пачке Локалелей-1 возрастом 2,6 млн л. н. найдены орудия, похожие на олдувайские.
В Эфиопии в слое Бокол-Дора 1 в Леди-Герару орудия, изготовленные по олдувайской технологии, датируются возрастом 2,58—2,61 млн лет назад. Галечные орудия (чопперы) из эфиопского местонахождения Када Гона, датируемые возрастом 2,55—2,58 млн лет назад, более архаичны, чем классические орудия олдувайской культуры, но более прогрессивны, чем орудия из Бокол Доры 1.
Африканские памятники EG-10, EG-12, OGS-6, OGS-7 и Боури, имеющие возраст 2,6—2,5 млн лет, представлены артефактами сравнительно небольшого размера (~ 4—5 см). Каменные ассамбляжи, размер изделий в которых позволяет относить их к мелкоорудийным или микроиндустриям, известны в Восточной и Центральной Африке на стоянках Омо-57, Омо-123 и Сенга-5А, возраст которых, по геологическим данным, определяется в 2,4—2,1 млн лет назад. 
На территории России следы рубки и пиления-резания каменным орудием обнаружены на фрагменте плюсневой кости верблюда вида Paracamelus alutensis из Ливенцовского карьера на западной окраине Ростова-на-Дону вместе с другими фаунистическими остатками в хапровской аллювиальной толще, относящейся к русловой фации палео-Дона. Датируется финалом среднего виллафранка (2,1—1,97 млн л. н.).
Каменные орудия со стоянки Рубас-1 в Дербентском районе Дагестана датируются возрастом 2,2—2,3 млн лет назад.
Стоянка Мухкай 2 слой 129 датируется возрастом от 2,5 до 1,9 млн л. н., стоянка Мухкай 2 слой 80 — возрастом 1,8 млн лет назад.
Технология обработки камня и орудий в индустрии стоянки Кермек (1,95—1,77 млн л. н.) во многом олдувайская, однако, как и в таманской индустрии архаичного ашеля (индустрия стоянок Родники 1 и Родники 4), в ней также представлены особо крупные отщепы и пики. В центральном Дагестане каменные орудия олдованского типа найдены на стоянках Айникаб-1, Мухкай и Гегалашур.
Каменные орудия в Шанчэне на Лёссовом плато на юге Китая датируются возрастом 2,12 млн лет.
На костных фрагментах из Канжеры Южной (Kanjera South) в Кении возрастом 2 млн. л. н. нашли следы от каменных орудий.
Раннепалеолитическая каменная индустрия из Дманиси в Грузии, возраст которой составляет 1,8—1,7 млн лет, имеет много общих черт с каменной индустрией эфиопских местонахождений Када-Гона EG10 и Када-Гона EG12 в Эфиопии (около 2,55 млн лет), Локалелей-1 в Кении (Lokalalei, около 2,34 млн лет), Фежеж FJ1 в Эфиопии (Fejej FJ-1, около 2 млн л. н., Южный Омо) и др. Архаичная каменная индустрия из Олдувайского ущелья (пачки слоя I и нижние слои пачки II) в Танзании и Кооби Фора в Кении имеют много общего с галечной индустрией без ручных рубил из Дманиси.
Первым методом изготовления орудий из камня стало разбивание, видимо, применявшееся уже австралопитеками. Метод был не сложным — надо было просто бросить один камень на другой, а потом среди осколков выбрать подходящий, то есть достаточно крупный для удержания в руке и обладающий острым ребром. Однако на практике для получения мало-мальски пригодного рубила приходилось разбивать слишком много камней. Потому следующим изобретением стал метод скалывания. От камня, уже обладающего подходящими размерами и формой, ударами другого камня откалывались небольшие куски, пока не возникала режущая кромка нужной формы.
Так изготавливались ручные рубила — двусторонне обработанные орудия весом до килограмма, которые, по видимому, являлись орудиями универсального использования. Эти орудия характеризуют ашельскую эпоху нижнего палеолита (1,5 — 0,2 млн лет назад). Рубила, постепенно совершенствуясь оставались основными и наиболее распространёнными орудиями человека вплоть до наступления эпохи среднего палеолита (ок. 200 — 45/30 тыс. лет назад).
Существовали различные методы ретуши, однако, суть изобретения сводилась к тому, что удар рабочего камня передавался заготовке посредством прообраза стамески, — кости, либо третьего камня имеющего форму палочки. Так можно было точнее рассчитывать удар, и, отделяя небольшие чешуйки, придать изделию более сложную форму.
Благодаря применению ретуши, кроме рубил, у людей появился и новый инструмент — нож, то есть плоский камень с острым лезвием, предназначенный уже не для рубки, а для резания, в том числе и твёрдых материалов — дерева и кости.
До этого времени людьми кости и палки, естественно, использовались, но только в своём первозданном виде, ибо рубила не годились для придания им формы. Архантропами применялись лишь дубины из необработанных сучьев, основным же охотничьим оружием палеоантропов стали выструганные различными инструментами цельнодеревянные копья, остриё которых упрочнялось путём обжига на костре. Между типологией каменных орудий и видовой принадлежностью их создателей нет прямой связи.     
Около 80 тыс. лет назад процесс изготовления орудий ретушью был решительно упрощён путём введения техники пластин. Теперь, вместо того, чтобы обрабатывать камень со всех сторон, сначала крупному камню придавалась геометрическая форма, а затем уже с его граней скалывались пластины. Оставалось только обработать ретушью рабочее лезвие полученной заготовки, да и то, лишь в том случае, если режущая кромка не возникала при самом сколе.
Наконец, 20—30 тыс. лет назад уже людьми современного вида было сделано изобретение, означающее настоящий прорыв в орудийной деятельности, — каменные орудия стали снабжаться рукоятками из дерева, рога или кости. Возможность составлять орудие из двух и более частей открыла широчайшие возможности для творчества. В частности появились примитивные топоры и метательные копья с каменным или костяным наконечником.
Использование рукоятки во многих случаях позволило упростить обработку камня. Его форма и размер становились неважными, теперь от камня требовалась только режущая кромка. Наступление эпохи мезолита определяется по факту доведения этой идеи до логического окончания — возникновению техники микролитов.
Если в палеолите нож изготовлялся из достаточно длинной пластины, путём кропотливой ретуши, которой создавались не только лезвие, но и вправляемый в рукоятку черенок, — то теперь с камня скалывались специальные мелкие острые осколки, которые вклеивались смолой или асфальтом в костяное или деревянное основание. Получался «нож-пила», — орудие, в принципе, худшее, но несравненно более простое в изготовлении.
Начало периода мезолита совпало с наступлением последнего ледникового периода, в течение которого почти по всей планете климат оставался либо слишком холодным, либо слишком сухим. Однако отступление ледника стало сигналом к началу перехода к оседлости, а она, в свою очередь, стимулировала разработку новых технологий. Важнейшими техническими достижениями эпохи неолита стали освоение шлифовки, сверления и пиления камня.
Обработка камня трением о мокрый песок, хотя и казалась крайне трудоёмкой (на изготовление одного топора уходили десятки часов тяжёлой работы), но, в конечном счёте, экономила и время и материал. Со своей стороны, техника сверления позволила обеспечить более надёжное соединение изделия с рукоятью.
Шлифование и сверление, позволявшие придавать камню любую форму, распространились, однако, только в IV тыс. лет до н. э., то есть, уже в то время, когда в некоторых регионах широко стала использоваться медь. Жители древнего Египта даже сразу перешли к изготовлению орудий из меди, и шлифовкой так и не овладели.
Микролиты же, по-прежнему необходимые для изготовления режущих орудий, в период неолита также претерпели эволюцию, превратившись из просто мелких осколков камня в геометрически правильные элементы, образующие почти ровное лезвие. Причём, размеры их стали настолько стандартны, что выпавший и утерянный фрагмент мог быть заменён.
Такая точность изготовления достигалась усовершенствованием техники пластин. Теперь, камень раскалывался на аккуратные столбики, которые, в свою очередь, уже раскалывались поперёк на одинаковые по форме фрагменты миллиметровой толщины.
Наибольшего совершенства в эпоху меди достигла и ретушь. С возникновением государств обработка камня стала профессией, и в Египте и Месоамерике появились ремесленники способные вырезать из камня даже длинные кинжалы.
Ошибкой было бы полагать, что каждый этап развития: палеолит, мезолит, неолит, — характеризовался какой-то строго определённой техникой обработки камня. Во-первых, наряду с новейшими, могли использоваться и устаревшие технологии, хотя бы для экономии времени, либо для наименее важных орудий. Более того, например, распространение техники микролитов и изобретение составных орудий во многих случаях приводили к тому, что трудоёмкая и кропотливая техника ретуши оказывалась начисто забыта. Острый камень, полученный грубыми сколами, но вправленный в рукоять, все равно, был эффективнее самого изощрённого ручного рубила.
Во-вторых, точно так же, как это было в более поздние эпохи, наряду с племенами, не жалевшими никаких усилий для того, чтобы довести свои орудия до совершенства, наличествовали и принципиальные противники прогресса. Так, аборигены Тасмании до самого конца продолжали пользоваться орудиями, которыми погнушался бы и питекантроп. В конце концов, физически люди современного вида превосходили австралопитеков, следовательно, если австралопитеки могли выжить, обходясь разбитыми камнями, то тасманийцы могли и подавно. В изоляции от других народов, естественно.
Наконец, для того, чтобы в совершенстве освоить обработку камня, надо было располагать им в большом количестве.
Распространение микролитов, шлифованного камня, а затем и металлов, привело к тому, что техника ретуши, как и техника пластин, во все большей степени оказывались забыты. В итоге, только кое-где на Американском континенте к приходу европейцев ещё изготовлялись кремнёвые наконечники, сопоставимые по качеству с палеолитическими. С другой стороны, постоянно совершенствовались орудия из дерева, рога и кости. Они вытесняли камень, что позволяло людям обживать районы, где он отсутствовал.
Дерево и кость, тем не менее, обрабатывалось каменными орудиями, так что в каком-то количестве камень, всё-таки, требовался. В своих миграциях всякое племя периодически должно было посещать районы, где выходы камня встречались, причём, в таких местах постепенно возникали настоящие карьеры, где веками, сменяясь, вело добычу камня множество племён.
В местах, где камень имелся в изобилии, а племена вели оседлый образ жизни, взрослый охотник перерабатывал в год до 40 кг этого сырья. Конечно, бродячие племена, или даже оседлые, но отправляющие экспедицию в карьер раз в несколько лет, не могли позволить себе такого, а делали на месте простейшие резцы, либо несколько горстей микролитов, и уходили.
Карьеры возникали потому, что камень, пригодный для орудий найти было совсем непросто. Распространённые известняк и гранит не подходили. То есть, некоторые племена, даже перейдя к земледелию, продолжали обходиться очень грубыми орудиями именно из известняка, либо из оббитых речных окатышей, но это уже из разряда «очевидное — невероятное» эпохи неолита. Для изготовления микролитов, ножевидных пластин, наконечников и топоров требовались жёлтый кремень, обсидиан, кварц или яшма.
Долгое время месторождения ценных пород камня просто служили местом регулярного паломничества, однако, около 10 тыс. лет назад, когда возросшая плотность населения и начало массового перехода к оседлости затруднили дальние миграции, но создали возможности для обмена, камень стал первым предметом межплеменной торговли.
Так, весь Ближний Восток обеспечивался обсидианом всего из трёх карьеров. Из двух древнейших укреплённых поселений с многотысячным населением, одно — Чатал-Гуюк, было обязано своим возникновением близости обсидиановых залежей, а второе — Иерихон — залежам асфальта, необходимого для вклеивания микролитов в основу.
Обсидиановые орудия обладали недостижимыми для железных сплавов остротой и твёрдостью режущей кромки. В середине XX века даже рассматривалась идея налаживания выпуска бритв и хирургических инструментов из вулканического стекла. Далее разговоров дело, однако, не зашло, так как никакой возможности сделать режущую кромку обсидиановой бритвы не только острой, но и ровной, усмотрено так и не было. 
Обсидиан давал очень острые сколы, но был слишком хрупок и редко встречался. Наиболее часто для изготовления орудий применялись кремнистые минералы и породы: кварц, халцедон, яшма. Впрочем, в качестве минерального сырья использовались самые разнообразные минералы и породы — туфиты, нефрит, сланцы и другие.
Конечно, людям удавалось прожить и вовсе без камня. Совершенно «бескаменные» культуры возникали, например, на коралловых островах.
Населению районов, где камень было не получить даже обменом, его отчасти могли заменить осколки раковин, зубы и когти. Зубами акулы или крокодила, однако, кость или рог обработать было невозможно. В условиях отсутствия камня люди вынуждены были довольствоваться только деревянными орудиями.